# Nicolas Perrot

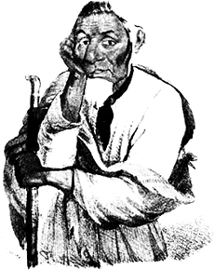
Nicolas Perrot

Nicolas Perrot (* um 1642; † 13. August 1717) war ein französischer Pelzhändler und Entdecker in Nordamerika. Als einer der ersten Weißen gelangte er von Nordosten her zum Oberlauf des Mississippi River.
Durch seine diplomatische Art und Kenntnis einiger Indianersprachen machte er sich bei mehreren Friedensmissionen in den Irokesenkriegen verdient.

## Leben
Perrot wurde zwischen 1641 und 1644 in Burgund geboren, wo sein Vater ein höherer Justizbeamter war.
Um 1660 kam er mit der Jesuitenmission nach Neufrankreich und reiste zu den Großen Seen und 1665 bis zum heutigen Wisconsin. Die Freundschaft der Indianer erwarb er sich durch Tausch Gewehre gegen Pelze, lernte Algonquin und gründete 1667 einen Pelzhandel. 1670 engagierte ihn Jean Talon als Übersetzer für Simon-François Daumont de Saint-Lussons Expedition zu den Indianervölkern der Odawa und Amikwa zwischen dem heutigen Ottawa und Illinois und weiteren Stämmen am Oberen See.
Nach dieser Expedition erhielt er Land in Québec und heiratete Madeleine Raclot, mit der er sechs Kinder hatte.
Durch seine guten Beziehungen zu den Indianerstämmen nahm er 1684 an einer Friedensmission des Gouverneurs Lefebvre de La Barre teil und brachte sieben Häuptlinge zur Unterzeichnung eines Vertrags. Danach wurde er Kommandant von Bais Des Puants, dem heutigen Green Bay (Wisconsin), doch brach bald ein Krieg zwischen den Fox, Sioux und Chippewa aus. Nach einem schwierigen Friedensvertrag reiste er ins nördliche Gebiet des Mississippi, wo er Fort Saint Antoine errichtete.
Im Frühjahr 1687 nahm Perrot an einer Expedition ins Gebiet des späteren Detroit teil, als in der Jesuitenmission Bais De Puants ein Brand ausbrach, der Pelze im Wert von 40.000 Livres (ca. 500.000 Euro) vernichtete. Dadurch war Perrot finanziell ruiniert und er kehrte nach Montreal zurück, wo er 1688 als Übersetzer für die Verhandlungen des Gouverneurs mit dem Onondaga-Häuptling Otreouti diente, der die Neutralität der Onondaga-Stämme, der Cayugas und der Oneidas versprach.
An der Mündung des Wisconsin River baute er 1689 das Fort Saint-Pierre und fungierte weiterhin als Friedensstifter zwischen den Stämmen. Mit Louis de la Porte de Louvigny gelang ihm 1690, einen lebenswichtigen Konvoi from Montreal nach Michilimackinac zu bringen, obwohl die Irokesen den Ottawa-Fluss blockierten, und Frankreich der Loyalität einiger Stämme zu versichern, was die Kolonien Neufrankreichs gegen die Five Nations der Irokesen stabilisierte.
In den Folgejahren war er entscheidend an der Entdeckung und Exploration von Blei-Lagerstätten beteiligt, von denen er bei Häuptlingen der Miami erfahren hatte.
Dem inzwischen anerkannten Diplomaten gelang es 1695, dass Häuptlinge der Miami, Sauk, Menominee, Potawatomi und Fox in Montreal an Verhandlungen mit dem Gouverneur wegen der Irokesenkriege teilnahmen. Bei seiner Rückkehr nach Westen konnte er zu ihrer Einigung beitragen, wäre aber zweimal bei den Mascouten und Miami beinahe am Marterpfahl gelandet.
Danach wurde Perrot auf seinem Landsitz bei Bécancour sesshaft, außer 1701 bei seiner Mitwirkung am Großen Friede von Montreal. Einige Zeit quälten ihn finanzielle Probleme und er erwartete von der Regierung Abgeltung seiner Aufwendungen und eine Pension für seine langjährigen Dienste. Er blieb damit aber erfolglos, auch vor Gericht. Schließlich schrieb er seine Memoiren, die eine Fundgrube für spätere Historiker wurden.
Er starb am 13. August 1717 im Alter von 74 und wurde am Folgetag in der Kirche von Bécancour begraben. Neun seiner elf Kinder überlebten ihn, seine Frau starb 1724.

## Gedenktafel

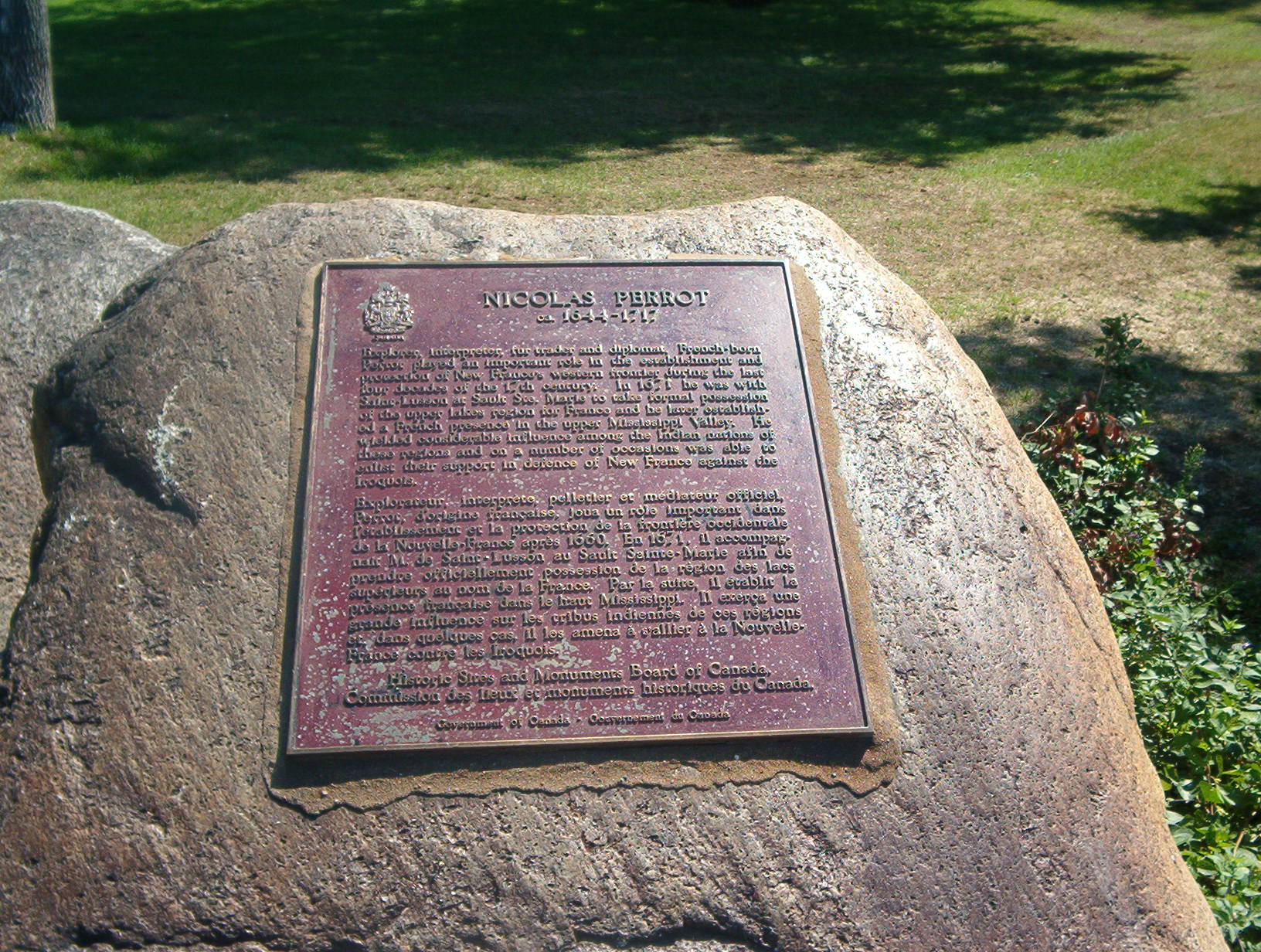
Gedenktafel für Nicolas Perrot im Clergue Park von Sault Ste. Marie (Ontario).

Eine zweisprachig (engl./frz.) beschriftete Gedenktafel für Nicolas Perrot im Clergue Park in Sault Ste. Marie, Ontario, hat folgenden Text (in freier deutscher Übersetzung):

„Nicolas Perrot (ca. 1644 - 1717) Entdecker, Dolmetscher, Pelzhändler und Diplomat: Der in Frankreich geborene Perrot spielte in den letzten vier Jahrzehnten des 17. Jahrhunderts eine wichtige Rolle bei der Errichtung und dem Schutz der westlichen Grenze Neufrankreichs. 1671 war er zusammen mit Saint-Lusson in Sault Ste. Marie, um das Gebiet der Oberen Seen offiziell in Besitz zu nehmen, und später gründete er eine französische Präsenz im oberen Mississippi-Tal. Er verfügte über beträchtlichen Einfluss bei den indianischen Völkern dieser Regionen und konnte sie bei mehreren Gelegenheiten für die Verteidigung Neufrankreichs gegen die Irokesen gewinnen. Amt für historische Stätten und Denkmäler von Kanada, Regierung von Kanada.“